# José García Murcia
José García Murcia (Cartagena, España, 4 de febrero de 1952) es un exfutbolista español que se desempeñaba como delantero.

## Clubes
| Club             | País   | Año       |
| ---------------- | ------ | --------- |
| Sevilla F. C.    | España | 1973-1976 |
| C.D. Tenerife    | España | 1975-1976 |
| Real Murcia C.F. | España | 1977-1981 |
| U.D. Salamanca   | España | 1981-1983 |
| Cartagena F.C.   | España | 1983-1984 |